# The Planetary Society

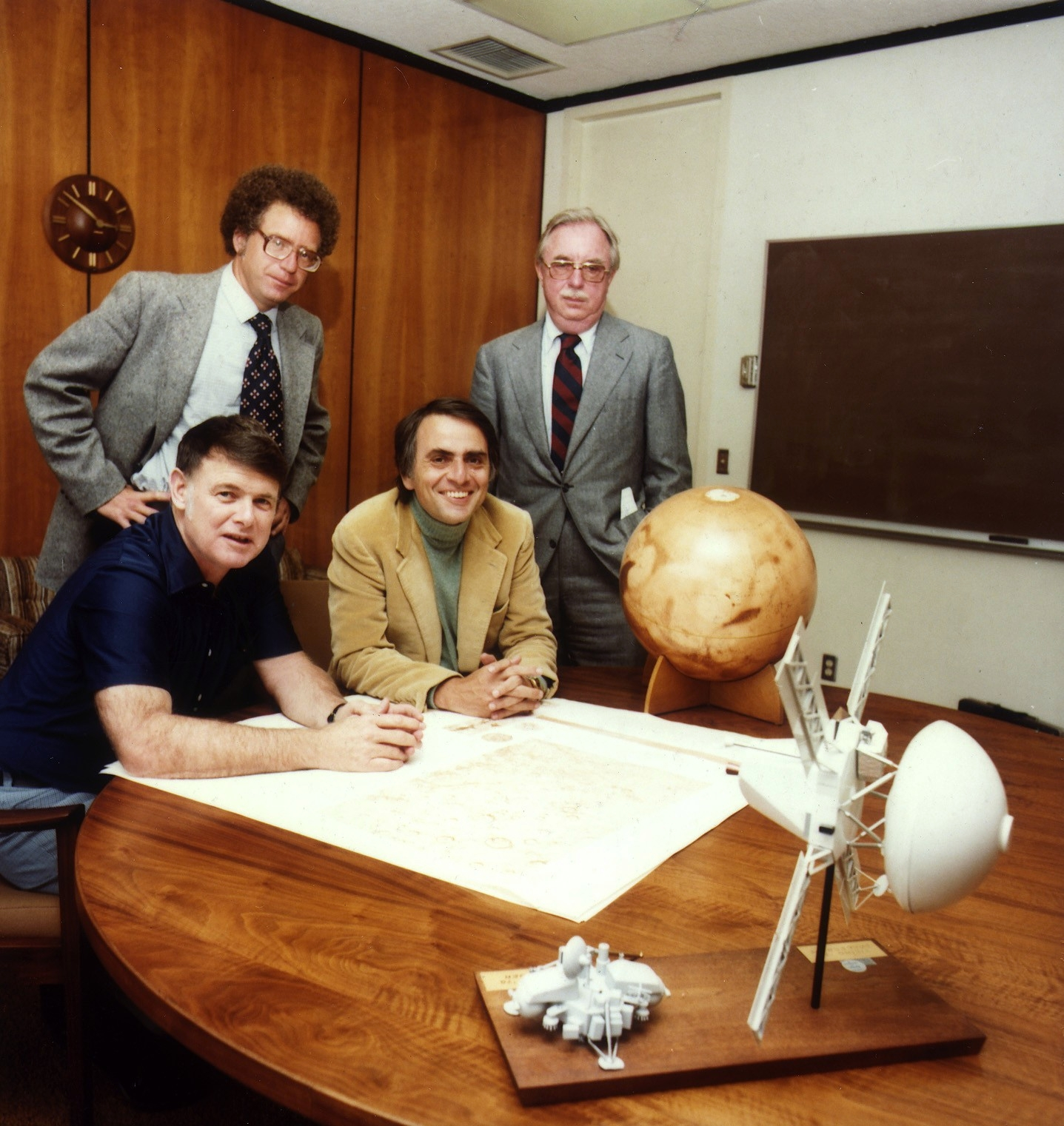
A The Planetary Society alapítói az alapító okirat aláírásakor: Harry Ashmore tanácsadó és Louis Friedman (állnak, balról) valamint Bruce Murray és Carl Sagan (ülnek)

A The Planetary Society (angolul A Bolygótársaság) nonprofit tudományos magánegyesület, melynek célja „A világ nagyközönségének bátorítása és bevonása az űrkutatásba tanácsadás, projektek és oktatás segítségével.” 1980-ban az Egyesült Államokban alapította Carl Sagan, Bruce Murray és Louis Friedman, tagjai között számos ismert csillagász és űrhajós van. Székhelye Palmdaleben, Kaliforniában van.
Fő tevékenységi területei a Mars, a földsúroló kisbolygók és általában a Naprendszer kutatása, valamint a földön kívüli élet keresése (ez utóbbi az Egyesült Államokban állami támogatásban nem részesül). Újságja a kéthavonta kiadott Planetary Report.
2005-ben bocsátották fel a társaság által finanszírozott és épített Cosmos 1 napvitorlást, de ennek indítása, a hordozórakéta hibája miatt, sikertelen volt.

## Ismertebb tagjai

### Igazgatótanács
- Daniel Geraci, Az igazgatóság elnöke
- Jim Bell, Elnök
- Bill Nye, Elnökhelyettes
- Louis Friedman, Ügyvezető igazgató
- Heidi Hammel
- Wesley Huntress
- Neil deGrasse Tyson
- Lon Levin
- Alexis Livanos
- John Logsdon
- Christopher McKay, Kuratóriumi elnök
- Bruce C. Murray
- Elon Musk
- Joseph Ryan
- Steven Spielberg
- Bijal (Bee) Thakore
- George Yancopoulos

### Egyéb tagok
- Buzz Aldrin
- Ray Bradbury
- David Brin
- Franklin Chang-Diaz
- Frank Drake
- Owen Garriott
- Tom Jones
- Jon Lomberg
- Hans Mark
- Robert Picardo
- John Rhys-Davies
- Kim Stanley Robinson
- Donna Shirley

## 2015-ös gyűjtés
A Társaság 2015. májusában gyűjtést indított a Kickstarteren, ahol 200 000 dollárt jelölt meg elsődleges célként. Bill Nye, a The Planetary Society elnöke több, másodlagos célt is meghatározott, ha több pénz gyűlne össze 200 000 dollárnál:
- 200 000 dollár - a jelenlegi CubeSat projekt támogatása
- 325 000 dollár - együttműködés a partnerekkel, tesztek
- 450 000 dollár - a Föld körüli tevékenység 4 hónapos kiterjesztése
- 500 000 dollár - szimpózium előkészítése, eredmények publikálása
- 1 000 000 dollár - széles körű tájékoztató kampány indítása a napvitorlásokról